# Oncocalamus djodu
Oncocalamus djodu är en enhjärtbladig växtart som beskrevs av De Wild. Oncocalamus djodu ingår i släktet Oncocalamus och familjen Arecaceae.
Artens utbredningsområde är Kongo-Kinshasa. Inga underarter finns listade i Catalogue of Life.